# Mykola Martschenko
Mykola Dmytrowytsch Martschenko (ukrainisch Микола Дмитрович Марченко; * 20. September 1943 in Charkowe, Oblast Tschernihiw, Ukrainische SSR; † 12. Mai 2018) war ein ukrainischer Bildhauer und Vertreter des Realismus des 20. und 21. Jahrhunderts. Er arbeitete auf dem Gebiet der Monumentalstatuen, Plastiken und Reliefs. Das Porträtgenre nahm einen besonderen Platz im Kunstschaffen von Martschenko ein.

## Leben
Martschenko studierte von 1960 bis 1968 an der staatlichen Kunstschule Dnipropetrowsk die Fachrichtung „Skulptur“ und leistete von 1966 bis 1970 seinen Wehrdienst in Tiflis ab. Von 1970 bis 1976 erhielt er eine hohe Kunstausbildung in Fachrichtung Skulptur an der Staatlichen Kunsthochschule in Kiew (jetzt die Nationale Akademie der Bildenden Künste und Architektur). 1978 wurde er Mitglied der Nationalen Gesellschaft von Künstlern der Ukraine.
1979 begann seine Lehrtätigkeit an der Bautechnischen Hochschule Kiew (heute die Kiewer Nationale Universität für Bauwesen und Architektur). Einige Zeit arbeitete er an der Borys-Hrintschenko-Universität Kiew. Von 2009 an war er Dozent des Institutes für Zeichnen und Malen an der Nationalen Akademie der Bildenden Künste und Architektur. Martschenko lebte und arbeitete in Kiew.
Martschenko gehörte zum Kreativitätsteam, das 2000 bei der Umsetzung des Projektes des Unabhängigkeitsdenkmals der Ukraine in der Stadt Kiew arbeitete. Er schuf zahlreiche Denkmäler und Gedenktafeln in Kiew und anderen Städten der Ukraine, u. a. das Reliefporträt P. P. Wirskyj (1983 Stadt Kiew) oder das Basrelief Den Absolventen der Sonderschulen Kiew – den Teilnehmern des Zweiten Weltkrieges (1979 Stadt Kiew).
Werke von Mykola Martschenko sind in privaten Sammlungen in der Ukraine, Frankreich und anderen Ländern als auch in Museen wie z. B. im Nationalen Literaturmuseum der Ukraine, dem Pädagogischen Museum im Haus der Lehrer oder dem Staatlichen Museum und Gedenkstätte Bukriner Brückenkopf in Balyko-Schtschutschynka.